# Сезак (Лот)
Сезак (фр. Cézac) насеље је и општина у јужној Француској у региону Миди Пирене, у департману Лот која припада префектури Каор.
По подацима из 2006. године у општини је живело 166 становника, а густина насељености је износила 8 становника/km². Општина се простире на површини од 17,34 km². Налази се на средњој надморској висини од 197 метара (максималној 288 m, а минималној 174 m).

## Демографија
| 1962. | 1968. | 1975. | 1982. | 1990. | 1999. | 2011. |
| ----- | ----- | ----- | ----- | ----- | ----- | ----- |
| 92    | 137   | 143   | 146   | 144   | 146   | 189   |

График промене броја становника у току последњих година